# 菲洛加索
菲洛加索（義大利語：Filogaso），是意大利维博瓦伦蒂亚省的一个市镇。总面积23平方公里，人口1435人，人口密度62.4人/平方公里（2009年）。